# Nu Shan
I Nu Shan (怒山S, Nù ShānP), noti anche come Nushan o monti Nushan, sono una catena montuosa della Cina sud-occidentale situata nella parte occidentale della provincia dello Yunnan e in quella orientale della Regione Autonoma del Tibet.
Appartenenti al più ampio sistema dei monti Hengduan, i Nu Shan si estendono da sud a nord, formando lo spartiacque tra i fiumi Nu Jiang (Salween) e Lancang Jiang (Mekong).